# IAI Heron-1
IAI Heron (Machatz-1) je enomotorno propelersko vojaško brezpilotno letalo (UAV) podjetja Israel Aerospace Industries. Maksimalen čas leta je kar 52 ur, višina leta pa največ 10,5 km (35000 čevljev). Nova verzija je Heron TP, znan tudi kot IAI Eitan.
Letalo uporablja GPS navigacijo. Lahko leti v predprogramiranem avtomatskem režimu ali pa ga usmerja operator na tleh. V primeru izgube komunikacije s tlemi, se lahko avtomatsko vrne v bazo in pristane. 
Heron ima več senzorjev: IR, COMINT in ELINT. Teža tovora je največ 250 kg. 
Poganja ga štirivaljni protibatni bencinski motor Rotax 914 s 114 KM, ki se veliko uporablja na športnih letalih.
Februarja 2014 je IAI objavil Super Heron z močnejšim 200 KM motorjem. Novo letalo ima čas leta 45 ur na 30000 čevljih. Potovalna hitrost je 60 do 80 vozlov ((110 to 150 km/h).

## Tehnične specifikacije[3]
Podatki iz {name of first source}
Splošne karakteristike
- Posadka: 2 operaterja na tleh
- Dolžina: 8,5 m (27 ft 10 in)
- Razpon kril: 16,60 m (54 ft 5 in)
- Višina:  ()
- Maks. vzletna teža: 1.150 kg (2530 lb)
- Pogon letala: 1 ×  Rotax 914, 86 kW (115 KM)

 Zmogljivost 
- Maks. hitrost: 207 km/h (113 vozlov, 130 mph)
- Doseg: 350 km (189 nm, 217 mi)
- Višina leta: 10.000 m (32800 ft)
- Hitrost vzpenjanja: 150 m/min (492 ft/min)
- Obremenitev kril: 89 kg/m² (18,2 lb/ft²)
- Čas leta: 52 ur[4]
- Tovor: 250 kg (550 lb)